# Coleophora femorella
Coleophora femorella é uma espécie de mariposa do gênero Coleophora pertencente à família Coleophoridae.